# Grijze strandloper
De grijze strandloper (Calidris pusilla) is een vogel uit de familie van de snipachtigen (Scolopacidae).

## Kenmerken
De dieren worden ongeveer 13 tot 15 centimeter groot, wegen tussen de 20 en 32 gram en hebben een spanwijdte van 29 tot 30 cm. Volwassen vogels hebben zwarte poten en een korte, donkere staart. De bovenkant van de vogel is grijsbruin en de buikzijde wit. De kop en de nek zijn licht grijsbruin getint. De grijze strandloper ruit twee keer per jaar.

## Voortplanting
De vogel broedt in de buurt van water in de zuidelijke toendra van Canada en Alaska. Het nest wordt op de grond gemaakt. Het mannetje maakt meerdere ondiepe kuiltjes, waarna het vrouwtje er één uitkiest voor het maken van het nest. Zij maakt het nest van gras en andere materialen. Er worden vier eieren gelegd. Het mannetje helpt mee met het uitbroeden. Na het uitkomen van de eieren laat het vrouwtje na enkele dagen de jonge kuikens bij het mannetje achter. De jongen zorgen dan al voor hun eigen voedsel. De vogels foerageren in de modder.

## Verspreiding en leefgebied
De soort komt voor in het uiterste noordoosten van Siberië, westelijk en noordelijk Alaska en noordelijk Canada. Het is een trekvogel die overwintert aan de kusten van Zuid-Amerika ten noorden van de evenaar. Sommige vogels trekken echter niet verder dan de zuidelijke Verenigde Staten. Ze trekken met honderden tot duizenden naar hun overwinteringsgebieden, waarbij ze tussentijds foerageren in de Fundybaai en de Delaware Bay. Regelmatig komen enkele vogels voor in West-Europa; in Nederland is deze soort in totaal dertien keer waargenomen.

## Status
De grootte van de populatie is in 2006 geschat op 2,2 miljoen vogels, maar aangenomen wordt dat dit aantal sindsdien sterk is afgenomen. Op de Rode lijst van de IUCN heeft deze soort daarom de status gevoelig.